# Torre Mattarelle
Torre Mattarelle è una torre costiera del Salento della terra d'Otranto. È l'ultima delle torri costiere a sud dell'agro di Brindisi situata come monumento all'interno del Parco naturale regionale Salina di Punta della Contessa. La sua costruzione risale come le altre torri costiere salentine durante il Regno di Napoli. Oggi la torre, quasi del tutto crollata per l'erosione del mare, risulta in un totale stato di abbandono.